# Elijah Manangoi
Elijah Motonei Manangoi (né le 5 janvier 1993 à Ntulele, district de Narok) est un athlète kényan, spécialiste des courses de demi-fond, champion du monde du 1 500 m à Londres en 2017. 

## Biographie
Elijah Manangoi se révèle lors de la saison 2015 en descendant pour la première fois de sa carrière sous les 3 minutes 30 secondes sur 1 500 m lors du Meeting Herculis (3 min 29 s 67) dans une course très relevée. Sélectionné pour les championnats du monde de Pékin, il devient vice-champion du monde du 1 500 m en 3 min 34 s 63, devancé par son compatriote Asbel Kiprop.
Il participe aux Jeux olympiques de 2016, à Rio de Janeiro, mais déclare forfait en demi-finale.
Vainqueur en début de saison 2017 du 1 500 m meeting de Doha, il signe un record personnel sur le Mile en 3 min 49 s 08 le 27 mai 2017 lors de la Prefontaine Classic, à Eugene. Le 21 juillet 2017, lors du Meeting Herculis, il remporte l'épreuve du 1 500 m en portant son record personnel à 3 min 28 s 80, meilleure performance mondiale de l'année. Lors des championnats du monde de Londres, Elijah Manangoi s'adjuge son premier titre mondial en s'imposant dans le temps de 3 min 33 s 61, devant son compatriote Timothy Cheruiyot et le Norvégien Filip Ingebrigtsen.
Son frère cadet, George Manangoi, remporte les championnats du monde cadets en juillet 2017, puis le titre de champion du monde junior 2018, sur la même distance.
Le 22 juillet 2020, il est suspendu provisoirement par l'AIU à la suite de trois tests antidopage manqués sur une période d'un an, entre les mois de juillet et de décembre 2019. Le 13 novembre, il est suspendu pour une période de deux ans jusqu'au 21 décembre 2021, ce qui lui fera manquer les Jeux Olympiques de Tokyo. 

## Palmarès
| Date | Compétition            | Lieu             | Résultat | Épreuve | Temps         |
| ---- | ---------------------- | ---------------- | -------- | ------- | ------------- |
| 2014 | Jeux du Commonwealth   | Glasgow          | 12e      | 1 500 m | 3 min 45 s 47 |
| 2015 | Championnats du monde  | Pékin            | 2e       | 1 500 m | 3 min 34 s 63 |
| 2015 | Ligue de diamant       | Ligue de diamant | 3e       | 1 500 m | détails       |
| 2016 | Ligue de diamant       | Ligue de diamant | 2e       | 1 500 m | détails       |
| 2017 | Championnats du monde  | Londres          | 1er      | 1 500 m | 3 min 33 s 61 |
| 2018 | Jeux du Commonwealth   | Gold Coast       | 1er      | 1 500 m | 3 min 34 s 78 |
| 2018 | Championnats d'Afrique | Asaba            | 1er      | 1 500 m | 3 min 35 s 20 |
| 2018 | Ligue de diamant       | Ligue de diamant | 2e       | 1 500 m | 3 min 31 s 16 |
| 2018 | Coupe continentale     | Ostrava          | 1er      | 1 500 m | 3 min 40 s 00 |

## Records
| Épreuve | Performance   | Lieu       | Date            |
| ------- | ------------- | ---------- | --------------- |
| 800 m   | 1 min 44 s 15 | Birmingham | 18 août 2018    |
| 1 500 m | 3 min 28 s 80 | Monaco     | 21 juillet 2017 |
| Mile    | 3 min 49 s 08 | Eugene     | 27 mai 2017     |